# Цикл бідності

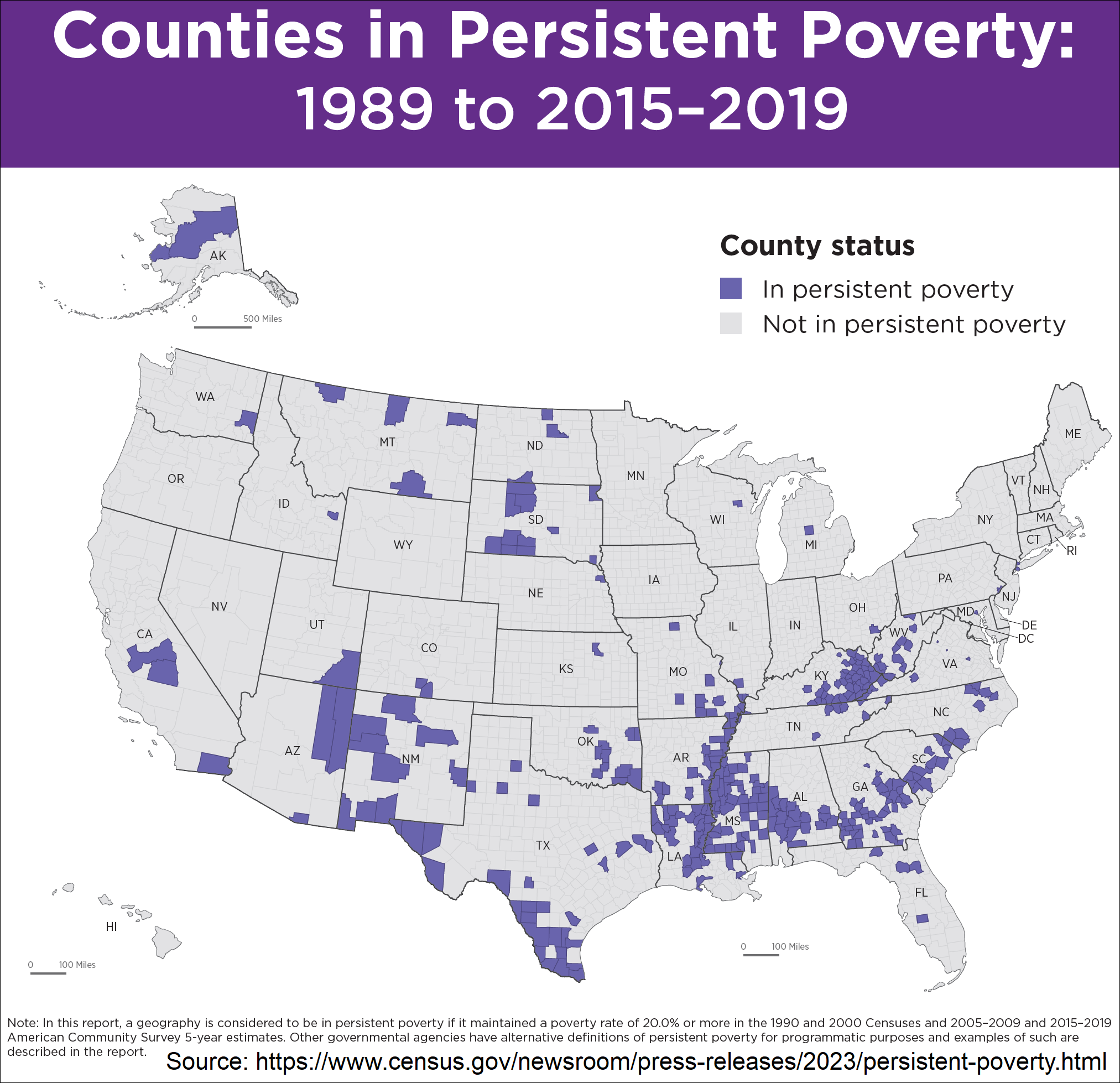
Сполучені Штати. Карта з позначенням округів, визначених як « округи стійкої бідності ».

В економіці цикл бідності, пастка бідності або генераційна бідність – це коли бідність, здається, успадковується, не даючи наступним поколінням уникнути її.  Вона спричинена самопідсилювальними механізмами, які призводять до того, що бідність, коли вона вже існує, зберігається, якщо немає зовнішнього втручання.  Вона може зберігатися протягом поколінь, і у застосуванні до країн, що розвиваються, також відома як пастка розвитку . 
Сім'ї, що потрапили в пастку бідності, мають мало ресурсів або взагалі не мають їх. Існує багато несприятливих факторів, які самопідсилюються і роблять практично неможливим для людей вирватися з цього кола.. Брак фінансового капіталу, освіти та соціальних зв'язків відіграють важливу роль в утриманні бідних людей в межах кола бідності. Доведено, що ті, хто народився в бідності, постійно залишаються бідними протягом усього життяs.
Відомий психолог у галузі освіти Рубі К. Пейн (Ruby K. Payne), автор книги «Основи розуміння бідності» (A Framework for Understanding Poverty), розрізняє ситуативну бідність, яку, як правило, можна простежити до конкретного інциденту в житті людини або членів сім'ї, які живуть у бідності, та бідність поколінь, яка є циклом, що передається з покоління в покоління, і продовжує стверджувати, що бідність поколінь має свою власну особливу культуру та патерни переконань.
Показники соціальної мобільності досліджують, як часто бідні люди стають заможнішими, і як часто діти стають заможнішими або досягають вищих доходів, ніж їхні батьки.

## Причини циклу

### Економічні чинники

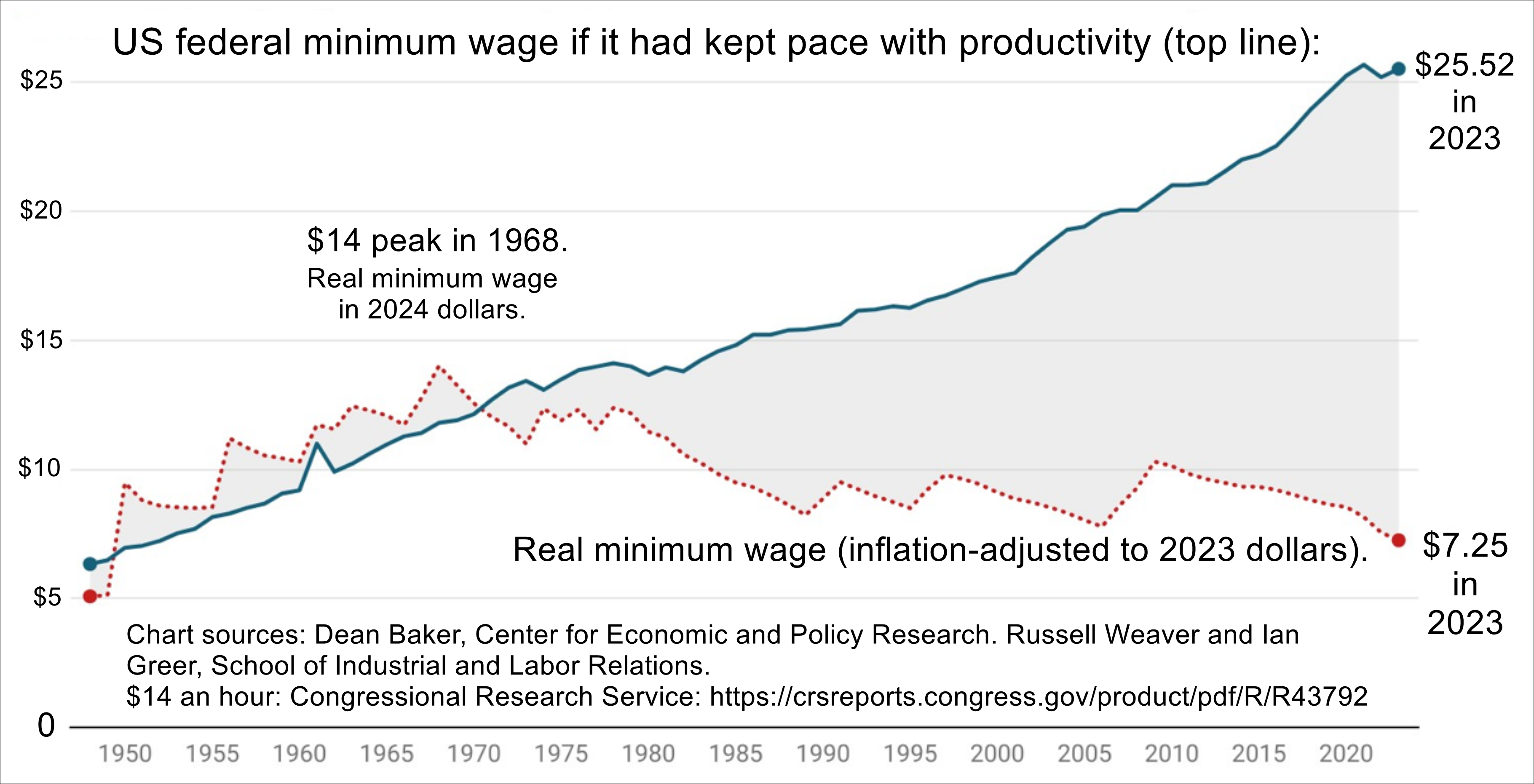
Федеральна мінімальна заробітна плата в США, якби вона встигала за продуктивністю. Також реальна мінімальна заробітна плата в доларах, скоригована на інфляцію. Вона досягла піку в 1968 році.

Відсоток американців, які живуть за межею бідності в кожному штаті США та окрузі Колумбія. Бюро перепису населення США.

Мапа США з погодинною мінімальною заробітною платою за штатами та округом Колумбія (DC), у доларах США. Дата зверху.

Федеральна мінімальна заробітна плата в США не встигає за інфляцією. Вона досягла піку в 1968 році на рівні 14 доларів на годину в доларах , скоригованих на інфляцію . З 2009 року вона становить 7,25 доларів на годину.  Деякі дослідники, такі як Центр права та соціальної політики, Центр американського прогресу та Oxfam, стверджують, що бідність значною мірою спричинена та підтримується низькою заробітною платою, яку заробляють деякі люди, що живуть у бідності. Низька мінімальна заробітна плата також знижує заробітну плату вище неї. Цим домогосподарствам дедалі важче вибратися з бідності. Особливо в штатах, які не дуже сильно або взагалі не підвищували мінімальну заробітну плату з 2009 року.     Вашингтонський центр справедливого зростання та Огляд економічних досліджень відзначили дослідження, які показали, що вища мінімальна заробітна плата в деяких місцях збільшує зайнятість. Однією з причин було те, що вони знижували рівень звільнення людей, тим самим збільшуючи кількість заповнених робочих місць.   Фонд Роберта Вуда Джонсона повідомив, що дослідники визначили, що незалежно від можливих втрат робочих місць (у деяких місцях), підвищення федеральної мінімальної заробітної плати принесе значне фінансове полегшення багатьом людям. 
Однак деякі економісти з питань праці стверджують, що після підвищення мінімальної заробітної плати рівень бідності зменшився незначною мірою. Інші, такі як Національне бюро економічних досліджень, стверджують, що їхні дослідження демонструють, що негативні наслідки підвищення мінімальної заробітної плати для деяких низькооплачуваних працівників, такі як скорочення робочого часу або навіть втрата роботи після підвищення мінімальної заробітної плати на конкурентних ринках, не завжди переважають позитивні ефекти, залежно від унікальних обставин на кожному ринку праці.
У деяких бідних домогосподарствах, як з працюючими членами, так і без них, є люди, які не можуть працювати дуже багато, якщо взагалі можуть. За даними перепису населення США, у 2012 році люди у віці 18-64 років, які живуть у бідності в країні, назвали причину, через яку вони не працюють, за такими категоріями:[20]
- 31% - Хворий або інвалід
- 26% - Домашні або сімейні причини
- 21% - Школа або інше
- 13% - Не можу знайти роботу
- 8% - Рано вийшов на пенсію

Деякі види діяльності також можуть коштувати бідним людям більше, ніж більш заможним. Наприклад, якщо вони не можуть дозволити собі орендну плату за перший місяць і заставу за звичайну оренду квартири, то іноді змушені жити в готелі або мотелі за вищою добовою вартістю. Якщо вони не можуть дозволити собі квартиру з холодильником, кухнею і плитою, їм, можливо, доведеться витрачати більше на готову їжу, ніж якби вони могли готувати самі і зберігати залишки їжі[21].
За даними Управління державної звітності США (GAO), близько 20 відсотків американських сімей, в яких працівник заробляє до $7,25 на годину (федеральна мінімальна заробітна плата), 13 відсотків сімей, в яких працівник заробляє від $7,25 до $12,00 на годину, і 5 відсотків сімей, в яких працівник заробляє від $12,01 до $16 на годину, перебували в стані бідності в період з 1995 по 2016 рік[22].
У випадку з банківськими послугами, люди, які не можуть підтримувати мінімальний щоденний залишок на ощадному рахунку, часто отримують комісійні від банку, тоді як люди з більшими статками можуть заробляти відсотки на заощадженнях і отримувати значні прибутки від інвестицій. Люди, які не мають банківських рахунків, змушені користуватися більш дорогими альтернативними фінансовими послугами, такими як переведення в готівку чеків для виплати заробітної плати та грошові перекази для переказу іншим особам. Люди, які раніше мали проблеми з кредитами, наприклад, овердрафт на рахунку, можуть не мати права на відкриття чекового або ощадного рахунку. Основними причинами відмови від відкриття банківського рахунку є недовіра до банків, побоювання не здійснити платіж через банківську помилку або затримку, нерозуміння того, як працюють банки, а також відсутність достатньої кількості грошей, щоб претендувати на безкоштовний рахунок[23].
Хоча більшість індустріально розвинених країн мають безкоштовну універсальну систему охорони здоров'я, у Сполучених Штатах і багатьох країнах, що розвиваються, люди з невеликими заощадженнями часто відкладають дороге медичне лікування на якомога довший термін. Це може призвести до того, що відносно легке захворювання переросте в серйозний стан, лікування якого коштує дорожче, і може спричинити втрату заробітної плати через пропущену погодинну роботу. Бідні люди можуть мати менші загальні особисті медичні витрати просто тому, що хвороби та стани не лікуються, але в середньому тривалість їхнього життя є коротшою. Працівники з вищими доходами зазвичай мають медичну страховку, яка захищає їх від надмірних витрат і часто заохочує до профілактичного лікування. На додаток до наявних особистих заощаджень, працівники з вищими доходами частіше отримують заробітну плату з визначеним особистим часом і лікарняними, що запобігає втраті заробітної плати під час лікування[24].
Оскільки для цього не потрібні ні навички, ні досвід, деякі бідні люди заробляють гроші, беручи участь у медичних дослідженнях або здаючи плазму крові як волонтери[25].

### Внутрішні та зовнішні фактори, що підтримують бідність
Серед найпоширеніших характеристик поточного досвіду бідності є такі:
1. Бідність є системною, інституціоналізованою або
2. Людину вводять в оману емоційні проблеми, зумовлені історичним досвідом або
3. Людина страждає на психічні розлади,

або поєднанням усіх трьох причин.

#### Системні фактори
Дональд Кертіс (2006)[27], дослідник Школи державної політики у Великій Британії, визначив, що уряди розглядають систему соціального забезпечення як допоміжне завдання. Кертіс (2006)[27], однак, стверджує, що системі бракує згуртованості, і вона не призначена для того, щоб бути інструментом розширення прав і можливостей.
Наприклад, зовнішні сторони фінансуються для управління зусиллями без особливого нагляду, створюючи роз'єднану систему, якою ніхто не керує (Curtis, 2006)[27]. Результатом є нераціональне використання бюджету, яке не сприяє прогресу, а тих, хто залишається в лазівці бідності, звинувачують у виснаженні системи (Curtis, 2006).[27].

#### Упередженість
Джилл Сатті (2018),[28] пише, що неявна упередженість може передаватися дітям невербально, за допомогою лише погляду або жесту, і, таким чином, є засвоєною поведінкою. Навички критичного мислення можуть запобігти неявним упередженням, але без освіти і практики звичні думки можуть затьмарювати судження і погано впливати на майбутні рішення.

#### Прийняття рішень
Дослідження Дартмутського коледжу (2016)[29] показало, що ймовірнісні рішення приймаються на основі попередніх знань про невдачі в подібних ситуаціях. Замість того, щоб обирати успіх, люди реагують так, ніби невдача вже відбулася. Ті, хто пережив бідність з покоління в покоління, найбільш схильні до такого типу засвоєної поведінки (Wagmiller & Adelman, 2009)[30].

#### Передача між поколіннями
Професори соціології Вагміллер та Адельман (2009)[30] стверджують, що приблизно 35-46% людей, які зазнали труднощів у молодому та середньому дорослому віці, також зазнали помірної або сильної бідності в дитинстві. Станом на 2018 рік лише в Каліфорнії 7,5 мільйона людей жили в бідності (Downs, 2018)[31].

#### Психічні захворювання
У якісному дослідженні Руднік та ін. (2014),[32] вивчали людей, які живуть у бідності з психічними захворюваннями, і визначили, що учасники відчували гостру нестачу медичної допомоги, харчування, житла та робочих місць. Респонденти стверджували, що найбільш значущою проблемою є доступ до якісних послуг; бюрократичні системи здаються позбавленими логіки, а лікарі, які надають послуги, часто були непривітними і не бажали співпрацювати (Rudnick et al., 2014)[32].

#### Зниження продуктивності
Стрес, пов'язаний з турботою про власні фінанси, може спричинити зниження продуктивності. Одне дослідження, проведене серед робітників заводу в Індії, показало, що виплата заробітної плати на початку робочого періоду збільшує середню продуктивність праці на 6,2%[33].

### Вибір і культура
Згідно з дослідженням Інституту Брукінгса, проведеним у 2009 та 2011 роках, рівень бідності серед людей, які закінчили середню школу, влаштувалися на роботу з повною зайнятістю і дочекалися 21 року, щоб одружитися і народити дітей, становить лише 2%, тоді як серед людей, які не зробили жодного з цих кроків, рівень бідності сягає 76%[34][35].

### Негаразди раннього дитинства та стресові фактори базових потреб, що сприяють циклу бідності поколінь
Стрес від негараздів раннього дитинства, включаючи стресові фактори базових потреб, жорстоке поводження та занедбаність, є основними причинами бідності поколінь. Дослідження показали, що травма, отримана в дитинстві, негативно впливає на здоров'я і навіть на статус зайнятості в дорослому житті[36]. Зловживання і нехтування є потенційними негараздами, з якими стикаються бідні, а негараздами, які є спільними для всіх, хто опинився за межею бідності, є щоденний стрес від задоволення базових потреб. "Стрес, пов'язаний із задоволенням базових потреб, займає перше місце в сім'ї, і діти вчаться, що єдиний спосіб вижити - це зосередитися на задоволенні базових потреб"[37]. На кожного члена домогосподарства, що живе в бідності, впливають стресори, пов'язані із базовими потребами. Здатність забезпечити та оплачувати догляд за дитиною є ще одним фактором, що сприяє виникненню проблем з пошуком та утриманням роботи для бідних людей[38].
Ці стресори не просто неприємні, вони є катастрофічними для здоров'я та розвитку організму. Вплив хронічного стресу може викликати зміни в архітектурі різних областей мозку, що розвивається (напр., мигдалеподібне тіло, гіпокамп), що може вплинути на низку важливих функцій, таких як регуляція реакції на стрес, увага, пам'ять, планування та засвоєння нових навичок, а також сприяти порушенню регуляції систем запальної відповіді, що може призвести до хронічного "зношування" багатьох систем органів.[36][39][40][потрібне джерело] Хронічний стрес шкодить нашому здоров'ю, і навіть доведено, що він завдає шкоди пам'яті та органам, у тому числі й головному мозку. Відомо, що робоча пам'ять, яка визначається як здатність людини зберігати інформацію в мозку для негайного використання, є коротшою у дітей, які виросли в бідності, порівняно з тими, хто виріс у середовищі середнього класу. 41] Діти, які страждають від стресів, пов'язаних із базовими потребами, з ранніх років змушені докладати більше зусиль, ніж їхні однолітки, щоб навчитися і засвоїти інформацію.

## Сімейне походження
У дослідницькій роботі 2002 року під назвою «Зміна впливу сімейного походження на доходи дорослих американців» проаналізовано зміни у визначальних факторах сімейного доходу між 1961 та 1999 роками, зосереджуючи увагу на впливі освіти батьків, професійного рангу, доходу, сімейного стану, розміру сім'ї, регіону проживання, раси та етнічної приналежності. У статті (1) викладено просту схему для роздумів про те, як походження сім'ї впливає на сім'ю та дохід дітей, (2) підсумовано попередні дослідження тенденцій успадкування між поколіннями у США, (3) описано дані, використані як основа для дослідження, яке в ній описується, (4) обговорюються тенденції нерівності між батьками, (5) описано, як змінився вплив нерівності між батьками між 1961 та 1999 роками, (6) порівнюються ефекти, що виникають у верхній та нижній частинах розподілу, і (7) обговорюється питання, чи бажано мати нульову міжпоколіннєву кореляцію. Наприкінці статті ставиться питання про те, чи є зменшення кореляції між поколіннями ефективною стратегією для зменшення бідності чи нерівності.
Оскільки покращення навичок дітей з неблагополучних сімей здається відносно простим, ця стратегія є привабливою. Однак, судячи з американського досвіду, починаючи з 1960-х років, покращити навички дітей з неблагополучних сімей виявилося нелегко. Як наслідок, припускають автори статті, є, ймовірно, дешевші і простіші способи зменшити бідність і нерівність, такі як підвищення заробітної плати бідним або зміна імміграційної політики таким чином, щоб вона знижувала відносну заробітну плату кваліфікованих, а не некваліфікованих робітників. Ці альтернативні стратегії не зменшать взаємозв'язок між поколіннями, але вони зменшать економічний розрив між дітьми, які починають життя з усіма недоліками, а не з усіма перевагами[42].
В іншій статті під назвою «Чи стають бідні діти бідними дорослими?», яка спочатку була представлена на симпозіумі 2004 року, присвяченому майбутньому дітей з неблагополучних сімей у Франції, а згодом була включена до збірника статей 2006 року, присвяченого темі динаміки нерівності та бідності, обговорюється мобільність доходів поколінь у Північній Америці та Європі. На початку статті зазначається, що у Сполучених Штатах майже половина дітей, народжених від батьків з низькими доходами, стають дорослими з низькими доходами, у Великій Британії - четверо з десяти, а в Канаді - одна третина. Далі в документі зазначається, що багаті діти також мають тенденцію ставати багатими дорослими - чотири з десяти в США і Великобританії, і ціла третина в Канаді. Однак у роботі стверджується, що гроші - не єдиний і навіть не найважливіший фактор, що впливає на мобільність доходів між поколіннями. Винагорода, яку отримують більш кваліфіковані та/або більш освічені люди на ринку праці, і можливості для дітей отримати необхідні навички та дипломи є двома важливими факторами. Висновки: трансферти доходів особам з нижчими доходами можуть бути важливими для дітей, але не слід розраховувати на те, що вони суттєво сприятимуть мобільності поколінь. У документі рекомендується, щоб уряди зосередилися на інвестиціях у дітей, щоб забезпечити їм навички та можливості для досягнення успіху на ринку праці, і зазначається, що хоча історично це означало сприяння доступу до вищих і вищих рівнів освіти, стає все більш важливим приділяти увагу дошкільній та ранній дитячій освіті[43].

### Брак робочих місць через деіндустріалізацію
Соціолог Вільям Джуліус Вілсон стверджує, що економічна реструктуризація, пов'язана з переходом від промисловості до економіки, що базується на послугах, призвела до високого відсотка безробіття в містах, а разом з ним - до втрати навичок і неможливості знайти роботу. Вважається, що ця "невідповідність" навичок наявним робочим місцям є основним чинником бідності[44].

### Ефекти сучасної освіти
Дослідження показують, що школи з учнями, успішність яких нижча за норму, також наймають найменш кваліфікованих вчителів, оскільки нові вчителі, як правило, працюють у тій місцевості, де вони виросли. Це призводить до того, що деякі школи не випускають багато учнів, які вступають до вищих навчальних закладів. Випускники, які раніше навчалися в цих школах, не настільки кваліфіковані, як якщо б вони навчалися в школах з більш кваліфікованими викладачами. Це призводить до того, що освіта увічнює цикл бідності. Люди, які обирають працювати у школах, розташованих поблизу, не забезпечують школу достатньою кількістю вчителів. Тоді школам доводиться залучати вчителів з інших районів. Сюзанна Лоеб зі Школи освіти в Стенфорді провела дослідження і виявила, що вчителі, яких привозять з передмістя, в 10 разів частіше звільняються зі школи після першого року роботи. Той факт, що вчителі з передмістя звільняються, є впливовим фактором для шкіл, які наймають більше вчителів з цієї місцевості. Відсутність належної освіти для дітей є частиною того, що дозволяє циклу бідності продовжуватись[45]. Проблемою, яка при цьому виникає, є недостатнє оновлення знань персоналу. Школи продовжують проводити професійний розвиток так само, як і десятиліттями[46].

### Культура бідності
Ще одна теорія вічного кола бідності полягає в тому, що бідні люди мають власну культуру з іншим набором цінностей і переконань, які тримають їх у пастці цього кола з покоління в покоління. Цю теорію досліджувала Рубі К. Пейн у своїй книзі «Концепція розуміння бідності» (A Framework for Understanding Poverty). У цій книзі вона пояснює, як існує система соціальних класів у Сполучених Штатах, де є заможний вищий клас, середній клас і бідні верстви населення, що працюють. Кожен з цих класів має свій власний набір правил і цінностей, які відрізняються один від одного. Щоб зрозуміти культуру бідності, Пейн описує, як ці правила впливають на бідних і тримають їх у пастці цього безперервного циклу. Бідні по-іншому ставляться до часу; вони, як правило, не планують наперед, а просто живуть сьогоднішнім днем, що заважає їм заощаджувати гроші, які могли б допомогти їхнім дітям вирватися з бідності.
Пейн підкреслює, наскільки важливо, працюючи з бідними, розуміти їхні унікальні культурні відмінності, щоб не розчаровуватися, а натомість намагатися працювати з ними над їхніми ідеологіями і допомогти їм зрозуміти, як вони можуть допомогти собі і своїм дітям вирватися з цього кола. Одним з аспектів бідності поколінь є вивчена безпорадність, яка передається від батьків до дітей; менталітет, який полягає в тому, що немає способу вирватися з бідності, і тому, щоб отримати найкраще з ситуації, потрібно насолоджуватися тим, що є, коли є можливість. Це призводить до таких звичок, як негайне витрачання грошей, часто на непотрібні товари, такі як алкоголь і сигарети, тим самим навчаючи своїх дітей робити те ж саме і затягуючи їх у пастку бідності. Пейн стверджує, що вихід з бідності - це не просто здобуття грошей і перехід у вищий клас, але й відмова від певних стосунків в обмін на досягнення. На рівень успішності дитини можуть впливати її однолітки. Дитину з малозабезпеченої сім'ї можуть дражнити або очікувати від неї академічної неуспішності. Це може призвести до того, що учень почуватиметься розчарованим і стримуватиметься, коли справа доходить до більш активного залучення до навчання, бо боятиметься, що його дражнитимуть, якщо він зазнає невдачі. Це допомагає пояснити, чому культура бідності має тенденцію передаватися з покоління в покоління, оскільки більшість стосунків бідних людей відбувається в межах цього класу[47].
Теорія "культури бідності" обговорювалася і критикувалася багатьма людьми, в тому числі Елеонорою Берк Лікок (та іншими) в її книзі "Культура бідності: Критика"[48] Лікок стверджує, що люди, які використовують термін "культура бідності", лише "сприяють викривленим характеристикам бідних". Крім того, Майкл Ханнан в есе[49] стверджує, що "культура бідності" "по суті не піддається перевірці". Це пов'язано з багатьма причинами, включаючи дуже суб'єктивну природу бідності та проблеми, пов'язані з універсальним актом класифікації лише деяких бідних людей як таких, що потрапили в пастку цієї культури.

### Життєві потрясіння
У 2004 році в Новій Зеландії[50][51] було проведено дослідження, яке показало, що "життєві потрясіння" можна витримати лише до певної міри, після чого люди набагато частіше потрапляють у скрутне становище. Дослідники виявили дуже незначні відмінності в рівні життя людей, які пережили до 7 негативних подій у своєму житті. Люди, які пережили 8 і більше життєвих потрясінь, значно частіше живуть у бідності, ніж ті, хто пережив від 0 до 7 життєвих потрясінь. Деякі з досліджуваних життєвих потрясінь були такими:
- Сімейні
  - Розпад шлюбу (або подібні події) (розлучення)
  - Становлення батьком-одинаком
  - Незапланована вагітність і народження дитини
- Втрата доходу (або збільшення боргів):
  - Банкрутство
  - Значні фінансові втрати
  - Скорочення (звільнення з роботи)
  - 3 місяці або більше без роботи
  - Неочікуване і значне падіння доходу
  - Вирок, не пов'язаний з позбавленням волі (громадські роботи, штрафи, але не ув'язнення)
- Примусовий продаж будинку
- Виселення
- Значне пошкодження будинку
- Пограбування будинку
- Жертва насильства
- Ув'язнення
- Хвороба, що триває три тижні або більше
- Серйозне поранення або проблеми зі здоров'ям

У дослідженні розглядалися лише деякі з можливих життєвих шоків, але багато інших, швидше за все, є не менш або навіть більш травматичними. Хронічний ПТСР, комплексний ПТСР і депресія можуть мати незліченну кількість причин для своїх психічних захворювань, в тому числі й ті, що вивчалися вище. Дослідження піддається певній критиці[52].

### Відстеження в освіті
Історія Сполучених Штатів свідчить, що американці вбачали в освіті шлях до розірвання вічного кола бідності. Сьогодні діти з домогосподарств з низьким та середнім рівнем доходу перебувають у невигідному становищі. Вони вдвічі частіше відстають у навчанні і з більшою ймовірністю не закінчують середню школу. Нещодавні дослідження показали, що причиною нерівності між академічними досягненнями є структура школи, в якій одні учні досягають успіху завдяки додатковим перевагам, а інші - через відсутність таких переваг. Навчальні заклади з нерівністю у навчанні призводять до того, що освіта стає фактором, який підтримує цикл бідності. Яскравим прикладом такого типу шкільних структур є відстеження, яке переважно використовується для того, щоб допомогти організувати клас таким чином, щоб зменшити варіативність академічних здібностей у класах. Учнів відстежують на основі рівня їхніх здібностей, як правило, на основі стандартизованого тесту, після якого вони отримують різні вимоги до курсу. Дехто [хто?] вважає, що відстеження "підвищує академічну успішність і покращує самооцінку студентів, дозволяючи їм розвиватися у власному темпі"[53].
Негативною стороною є те, що дослідження показали, що відстеження зменшує можливості учнів вчитися. Крім того, непропорційно велика кількість латиноамериканців та афроамериканців, які мають низький соціально-економічний статус, опиняються на нижчих щаблях навчання. Відстеження розділяє соціальні класи, поміщаючи бідних дітей та дітей з меншин у нижчі класи, де вони отримують другосортну освіту, а більш забезпечених учнів поміщають у вищі класи, де вони мають більше можливостей для досягнення успіху. Дослідження показали, що, окрім того, що старші класи мають більш розширену навчальну програму, існує також нерівність між вчителями та навчальними ресурсами, які їм надаються. Здається, існує расова/класова упередженість, яка призводить до того, що розумні діти не отримують навичок або можливостей, необхідних для успіху або соціальної/економічної мобільності,[54] таким чином продовжуючи цикл бідності. Існує загальне уявлення про те, що американська освіта зазнає невдачі, і дослідження не зробили нічого, щоб спростувати це твердження, а натомість розкрили реальність і серйозність проблеми існування відстежувальних та інших структур, які спричиняють продовження циклу бідності[53].

## Теорії та стратегії розірвання кола

### Загальні підходи
У той час як багато урядовців все ще намагаються вирішити проблему бідності, багато штатів та місцевостей докладають зусиль, щоб розірвати це коло. Мер Нью-Йорка Блумберг виступає за план, за яким батькам платять до 5 000 доларів на рік за досягнення певних цілей, які покращать їхнє життя. Ця політика була змодельована за прикладом мексиканської ініціативи, яка має на меті допомогти бідним сім'ям приймати кращі рішення, які допоможуть їм у довгостроковій перспективі і розірвати порочне коло бідності та залежності, яке, як відомо, тривало протягом багатьох поколінь. Крім того, багато штатів також намагаються допомогти розірвати це коло. Наприклад, в Асамблеї Каліфорнії був запропонований законопроект, який "передбачає створення консультативної Ради з питань дитячої бідності для розробки плану скорочення дитячої бідності в штаті наполовину до 2017 року і її ліквідації до 2027 року"[55]. Навіть якщо план має на меті скорочення бідності, зростання дитячої бідності може стати реальністю для багатьох штатів, як це сталося в Коннектикуті. Штати намагаються не лише зменшити кількість людей, які перебувають у циклі бідності, але й скоригувати жорсткі вимоги до роботи, які стали результатом реформи соціального забезпечення, проведеної Конгресом. Посилення обмежень на роботу засмутило багатьох захисників бідності, які вважають, що нові правила заважають людям, які є вразливими або не мають достатніх навичок, підготуватися до роботи. Представник демократів від Каліфорнії МакДермотт вважає, що в результаті цього та інших наслідків нових обмежень людям стало важче вирватися з бідності[55].
У своїй книзі "Діти в небезпеці: Чи можемо ми розірвати це коло" Ірвінг Б. Харріс обговорює способи, якими можна допомогти дітям почати розривати коло бідності. Він підкреслює важливість раннього початку і навчання дітей важливості освіти з самого раннього віку, а також забезпечення цих дітей такими ж освітніми можливостями, як і у більш заможних учнів. Необхідно пропагувати сімейні цінності, такі як виховання дітей та заохочення їх до успішного навчання в школі, а також неавторитарний підхід до виховання дітей. Гарріс також обговорює важливість запобігання підлітковій вагітності та пошуку шляхів зменшення цього явища, щоб, коли народжуються діти, вони були запланованими і бажаними, а отже, мали більше шансів розірвати коло бідності[57].
Такі дослідники, як Лейн Кенворті, припускають, що збільшення соціальних виплат і поширення їх на непрацюючі сім'ї може допомогти знизити рівень бідності, оскільки країни, які зробили це, досягли кращих результатів[56].
Гарлемська дитяча зона працює над подоланням бідності поколінь у 100-квартальному районі Гарлема, використовуючи підхід, який передбачає освітню підтримку та послуги для дітей та їхніх сімей від народження до закінчення коледжу[58]. Цей підхід був визнаний зразковим у програмі боротьби з бідністю адміністрації Обами[59].

### Підхід до подолання бідності для двох поколінь
Підхід до подолання бідності для двох поколінь зосереджується на освіті, охороні здоров'я та соціальних послугах, а також можливостях, які вкрай необхідні батькам і дітям, щоб вивести свої сім'ї з глибин рабства бідності до стабільного і здорового стану психічно, фізично і фінансово. Підхід для двох поколінь - це цілісний план подолання бідності, який "необхідний для того, щоб допомогти малозабезпеченим батькам і дітям покращити своє становище"[38]. Використовуючи підхід для двох поколінь, батьки навчаються додатковим кар'єрним навичкам, проходять тренінги з лідерства та отримують доступ до можливостей працевлаштування з вищою заробітною платою. Діти отримують доступ до кращих освітніх програм, безкоштовного дошкільного виховання, безкоштовного догляду за дітьми та приладдя, необхідного для успішного навчання в школі. Сім'ї отримують консультації щодо поточних стресів, пов'язаних з бідністю, а також щодо дитячих травм. Всі члени домогосподарства отримують доступ до повного медичного обслуговування, харчування вдома та в школі, а також короткострокову фінансову допомогу для оплати рахунків, одягу та транспорту, щоб зменшити стрес, пов'язаний з основними потребами, який заважає сім'ї приділяти час навчанню та розвитку. Програма для дошкільнят «Впевнений старт» вважає, що єдина система, яка працює для дошкільного закладу, - це та, в якій дитина розглядається як єдине ціле, що включає її здоров'я та здатність її батьків досягти успіху[38]. Підхід до подолання бідності для двох поколінь передбачає, що кожен член сім'ї звільняється від стресів, пов'язаних з основними потребами, які виснажують його психіку, забезпечує фізичне та психічне здоров'я, надає йому можливість отримати навички, необхідні для роботи з вищою заробітною платою, а також доступ до роботи з вищою заробітною платою без жодних дискримінаційних обмежень.

### Жорстка економія
У своїй книзі 2014 року Марк Бліт стверджує, що жорстка економія не тільки не стимулює зростання, але й фактично перекладає цей борг на плечі робітничих класів.[60] Тому багато вчених, таких як Ендрю Гембл, розглядають жорстку економію в Британії не стільки як економічну необхідність, скільки як інструмент державного управління, що керується ідеологією, а не економічними вимогами. [61] Дослідження, опубліковане в The BMJ у листопаді 2017 року, показало, що програма жорсткої економії консервативного уряду була пов'язана з приблизно 120 000 смертей з 2010 року; однак цей висновок був оскаржений, наприклад, на тій підставі, що це було спостережне дослідження, яке не показало причинно-наслідкових зв'язків. [62] [63] Інші дослідження стверджують про негативний вплив жорсткої економії на здоров'я населення, що включає збільшення смертності серед пенсіонерів, яке пов'язане з безпрецедентним скороченням соціальної допомоги,[64] збільшення кількості самогубств і призначення антидепресантів пацієнтам з психічними розладами,[65] а також збільшення насильства, самоушкоджень і самогубств у в'язницях.[66] [67].

### Масове ув'язнення
Декілька вчених пов'язують масове ув'язнення бідних у Сполучених Штатах зі зростанням неолібералізму.[68][69][70][71] Соціолог Лоїк Ваккан та марксистський економічний географ Девід Харві стверджують, що криміналізація бідності та масове ув'язнення є неоліберальною політикою, спрямованою на подолання соціальної нестабільності серед економічно незахищених верств населення. [72] На думку Вакканта, ця ситуація є наслідком реалізації інших неоліберальних політик, які дозволили скоротити державу соціального забезпечення та збільшити каральну соціальну допомогу, одночасно збільшуючи джентрифікацію міських районів, приватизацію державних функцій, зменшення колективного захисту робітничого класу через економічну дерегуляцію та збільшення кількості низькооплачуваної, нестабільної найманої праці [73] [74]. [73] [74] На противагу цьому, вона надзвичайно поблажливо ставиться до представників вищих ешелонів суспільства, зокрема, коли йдеться про економічні злочини вищого класу і корпорацій, такі як шахрайство, розкрадання, інсайдерська торгівля, кредитне і страхове шахрайство, відмивання грошей і порушення торгових і трудових кодексів [72] [73] [74]. [На думку Вакканта, неолібералізм не зменшує уряд, а натомість створює "державу кентаврів" з незначним державним наглядом за тими, хто зверху, і суворим контролем за тими, хто знизу[72][76].

## Вплив на дітей
Діти є найбільш вразливими до циклу бідності. Оскільки дитина залежить від своїх опікунів, якщо її опікун бідний, то і вона буде бідною. Дитині майже неможливо вирватися з цього кола через вік, брак досвіду, відсутність роботи тощо. Оскільки діти перебувають у такому юному і вразливому віці, шрами, які вони отримують від пережитої бідності в ранньому віці, неминуче переносяться у доросле життя. "Дитинство закладає основи здібностей, інтересів та мотивації дорослого життя"[77]. Тому, якщо вони засвоюють певну поведінку, пов'язану з бідністю, в дитинстві, ця поведінка з більшою ймовірністю закріплюється на все життя.
Дослідження показали, що структура домогосподарства іноді має зв'язок з бідністю в дитинстві. Більшість досліджень на цю тему також показують, що діти, які живуть у бідності, як правило, походять з неповних домогосподарств (найчастіше матріархальних). У 1997 році майже 8,5 мільйонів (57%) бідних дітей у США походили з неповних домогосподарств.[78] Зі збільшенням кількості розлучень і зростанням кількості дітей, народжених поза шлюбом, зростає і кількість дітей, які народжуються в неповних домогосподарствах або потрапляють в них. Однак це не означає, що дитина/діти через це збідніють.
Згідно з дослідженням Ashworth, Hill, & Walker (2004), як міські, так і сільські бідні діти з більшою ймовірністю будуть ізольовані від небідних дітей у школах, районах та своїх громадах. Людська природа полягає в тому, щоб мати стосунки з іншими, але коли дитина ізольована через свій соціально-економічний статус, їй важко це подолати, якщо цей статус не покращується. Тому бідні діти також мають більш напружені стосунки, що іноді призводить до ненормальної, неконструктивної або іншої незрозумілої поведінки.
Існують програми, розроблені спеціально для задоволення потреб бідних дітей. Центр передового досвіду з підготовки вчителів для дітей з бідних сімей Університету Френсіса Меріона має низку ініціатив, присвячених підготовці вчителів, щоб вони були більш ефективними у підвищенні успішності дітей з бідних сімей. Центр розташований у Південній Кароліні і забезпечує безпосередню підготовку вчителів, а також сприяє проведенню досліджень у сфері бідності та шкільної успішності. Head Start - це програма для сімей з низьким рівнем доходу, яка забезпечує дошкільну освіту, а також залучення батьків[потрібне уточнення]. Результати показують, що відвідування цих програм підвищує академічні результати дітей. Проблема полягає в тому, що в районах з високим рівнем бідності це має бути корисним ресурсом, але через брак коштів на оновлення приміщень[яке?] якість навчання починає знижуватися[потрібне уточнити][46].
Часто громади, в яких зростають бідні діти, є криміногенними районами; прикладами таких районів в Америці є Гарлем і Бронкс.[79] Злочинність і жорстоке поводження в ранньому віці можуть знизити здатність дитини до навчання на 5%.[80] Прийняття злочинного способу життя лише погіршує наслідки цього циклу, оскільки вони часто потрапляють до в'язниці або гинуть під час багатьох видів бандитського насильства.[81]

## Світ, що розвивається
У світі, що розвивається, багато факторів можуть сприяти виникненню пастки бідності, включаючи: обмежений доступ до кредитних ринків і ринків капіталу, надзвичайну деградацію навколишнього середовища (що виснажує потенціал сільськогосподарського виробництва), корумповане управління, втечу капіталу, погану систему освіти, екологію хвороб, відсутність системи охорони здоров'я, війну і погану інфраструктуру[82].
Джеффрі Сакс у своїй книзі «Кінець бідності» обговорює пастку бідності та пропонує низку політичних ініціатив, спрямованих на її подолання. Він рекомендує, щоб агентства з надання допомоги поводилися як венчурні капіталісти, які фінансують компанії-початківці. Венчурні капіталісти, коли вирішують інвестувати у підприємство, не дають лише половину або третину суми, яка, на їхню думку, необхідна підприємству для того, щоб воно стало прибутковим; якщо вони це зроблять, то їхні гроші будуть витрачені даремно. Якщо все піде за планом, підприємство врешті-решт стане прибутковим, а венчурний капіталіст отримає адекватну норму прибутку на вкладений капітал. Так само, вважає Сакс, розвинені країни не можуть надавати лише частину необхідної допомоги і сподіватися, що це допоможе вирватися з пастки бідності в Африці. Як і будь-який інший стартап, країни, що розвиваються, повинні отримати необхідний обсяг допомоги (і це було обіцяно на саміті «Великої вісімки» у 2005 році[83]) для того, щоб почати розвертати пастку бідності. Проблема полягає в тому, що на відміну від стартапів, які просто збанкрутують, якщо не отримають фінансування, в Африці люди продовжують помирати з великою швидкістю, що значною мірою пов'язано з відсутністю достатньої допомоги.

Сакс вказує на те, що вкрай бідним не вистачає шести основних видів капіталу: людський капітал, бізнес-капітал, інфраструктура, природний капітал, суспільний інституційний капітал і капітал знань[84]:
Бідні починають з дуже низького рівня капіталу на особу, а потім опиняються в пастці бідності, оскільки співвідношення капіталу на особу фактично падає з покоління в покоління. Кількість капіталу на особу зменшується, коли населення зростає швидше, ніж накопичується капітал ... Питання зростання доходу на душу населення полягає в тому, чи є чисте нагромадження капіталу достатньо великим, щоб встигати за зростанням населення.
Сакс стверджує, що достатня іноземна допомога може компенсувати нестачу капіталу в бідних країнах, стверджуючи, що "якщо іноземна допомога є достатньо суттєвою і триває достатньо довго, запас капіталу зростає достатньо, щоб підняти домогосподарства вище прожиткового мінімуму".
Сакс вважає, що державний сектор повинен зосередитися переважно на інвестиціях у людський капітал (охорона здоров'я, освіта, харчування), інфраструктуру (дороги, енергетика, водопостачання та водовідведення, охорона навколишнього середовища), природний капітал (збереження біорізноманіття та екосистем), державний інституційний капітал (добре керована державна адміністрація, судова система, поліція) та частину капіталу знань (наукові дослідження в галузі охорони здоров'я, енергетики, сільського господарства, клімату, екології)[85]. Інвестиції в бізнес-капітал Сакс залишає на розсуд приватного сектору, який, на його думку, ефективніше використає кошти, що спрямовуються на розвиток рентабельних підприємств, які є запорукою стабільного зростання. У цьому сенсі Сакс вважає державні інститути корисними для надання суспільних благ, необхідних для початку ростовської моделі злету, але стверджує, що приватні блага більш ефективно виробляються і розподіляються приватним підприємництвом[86]. Це широко поширений погляд у неокласичній економіці.
В літературі обговорюється декілька інших форм пасток бідності,[87] включаючи країни, що не мають виходу до моря і мають поганих сусідів; замкнене коло насильницьких конфліктів; пастки виживання, в яких фермери чекають на посередників, перш ніж спеціалізуватися, а посередники чекають, поки регіон спеціалізується першим; пастки оборотного капіталу, в яких дрібні продавці мають надто мізерні запаси, щоб заробити достатньо грошей, щоб отримати більші запаси; пастки низької кваліфікації, коли працівники чекають на роботу, що вимагає спеціальних навичок, а фірми чекають, поки працівники отримають такі навички; пастки харчування, коли люди занадто недоїдають, щоб працювати, але занадто бідні, щоб дозволити собі стабільне харчування; поведінкові пастки, коли люди не можуть відрізнити спокусливі товари від неспокусливих, а тому не можуть інвестувати в неспокусливі товари, які могли б допомогти їм почати вирватися з бідності.

## Зноски
1. ↑  Census Bureau Releases New Report About Persistent Poverty at County and Census-Tract Level. Census.gov (англ.). US Census Bureau. 9 травня 2023.
2. ↑  Blundell, Jonathan (2014). Cambridge IGCSE Sociology Coursebook. Cambridge University Press. с. 95. ISBN 978-1-107-64513-4.
3. ↑  Marger (2008). Examples of these disadvantages working in a circular process would be: economic decline, low personal income, no funds for school, which leads to lack of education. The lack of education results in unemployment and lastly low national productivity. Social Inequality: Patterns and Processes. McGraw Hill Publishing. 4th edition. ISBN 0-07-352815-3
4. ↑  Hutchinson Encyclopedia, Cycle of poverty
5. ↑  Payne, R. (2005). A framework for understanding poverty (4th edition). Highland, TX: aha! Process, Inc.
6. ↑  Yarrow, Andrew (7 квітня 2015). How low wages hurt families and perpetuate poverty. Oxfam America.
7. ↑  Roque, Lorena. The Working Poor: Lack of Job Quality Increases Poverty Rates. CLASP (англ.). Процитовано 29 травня 2025.
8. ↑  Ross, Kyle (24 липня 2024). The Minimum Wage Is a Poverty Wage. Center for American Progress (англ.). Процитовано 29 травня 2025.
9. ↑  Few rewards (Research report). Oxfam America / Economic Policy Institute. 22 червня 2016. Процитовано 29 травня 2025.
10. ↑  Openchowski, Emilie (16 жовтня 2023). New research finds $15 minimum wages raise pay and increase employment for low-wage workers. Washington Center for Equitable Growth.
11. ↑  José Azar, Emiliano Huet-Vaughn, Ioana Marinescu, Bledi Taska, Till von Wachter Minimum Wage Employment Effects and Labour Market Concentration. The Review of Economic Studies. 91 (4): 1843–1883. 8 вересня 2023.
12. ↑  The Effects of a $15/Hour Federal Minimum Wage on Poverty, Earnings, and Net Family Resources. Robert Wood Johnson Foundation (англ.). The full report is dated September 2022.
13. ↑  Sabia, Joseph J.; Burkhauser, Richard V. (2010). "Minimum Wages and Poverty: Will a $9.50 Federal Minimum Wage Really Help the Working Poor?". Southern Economic Journal. 76 (3): 592–623. doi:10.4284/sej.2010.76.3.592.
14. ↑  Neumark, David; Wascher, William (2002). "Do Minimum Wages Fight Poverty?". Economic Inquiry. 40 (3): 315–333. doi:10.1093/ei/40.3.315.
15. ↑  Card, David; Krueger, Alan B. (22 December 2015). Myth and Measurement: The New Economics of the Minimum Wage - Twentieth-Anniversary Edition. Princeton University Press. ISBN 978-1-4008-8087-4. Retrieved 29 May 2025.
16. ↑  Card, David; Krueger, Alan B. (22 December 2015). Myth and Measurement: The New Economics of the Minimum Wage - Twentieth-Anniversary Edition. Princeton University Press. ISBN 978-1-4008-8087-4. Retrieved 29 May 2025.
17. ↑  Bertrand, Marianne; Mullainathan, Sendhil; Shafir, Eldar (1 April 2004). "A Behavioral-Economics View of Poverty". American Economic Review. 94 (2): 419–423. doi:10.1257/0002828041302019. S2CID 2865749.